# Cogo (Guinée)
Pour les articles homonymes, voir Cogo.
Cogo est une ville de Guinée équatoriale, située à l'extrême sud de la région continentale, près de la frontière avec le Gabon, sur le cours de la Mitélémé. Elle est le chef-lieu d'un district auquel elle a donné son nom. Elle s'appelait Puerto Iradier au temps de la colonisation espagnole (en hommage à l'explorateur Manuel Iradier), et on peut toujours y observer des vestiges d'architecture coloniale.